# 100 Proof (album)
100 Proof es el tercer álbum de estudio de la cantante country estadounidense Kellie Pickler. Fue lanzado el 24 de enero del 2012. El álbum incluye el sencillo "Tough". La canción principal fue lanzada exclusivamente en iTunes el 20 de diciembre del 2011. El  álbum vendió 27 000 copias en la primera semana, y es el álbum más exitoso de la carrera de Pickler en el Billboard 200 y la lista de álbumes digitales.

## Lista de canciones
- Datos: Q3279207

| CD  |                                     |          |  |
| N.º | Título                              | Duración |  |
| 1.  | «Where's Tammy Wynette»             | 2:42     |  |
| 2.  | «Unlock That Honky Tonk»            | 3:38     |  |
| 3.  | «Stop Cheatin' on Me»               | 2:48     |  |
| 4.  | «Long as I Never See You Again»     | 3:44     |  |
| 5.  | «Tough»                             | 2:49     |  |
| 6.  | «Turn On the Radio and Dance»       | 3:13     |  |
| 7.  | «Mother's Day»                      | 3:41     |  |
| 8.  | «Rockaway (The Rockin' Chair Song)» | 3:04     |  |
| 9.  | «Little House On the Highway»       | 3:13     |  |
| 10. | «100 Proof»                         | 3:46     |  |
| 11. | «The Letter (To Daddy)»             | 2:06     |  |

| iTunes bonus track |             |          |  |
| N.º                | Título      | Duración |  |
| 12.                | «Arm Candy» | 4:25     |  |